# Westbergska gården

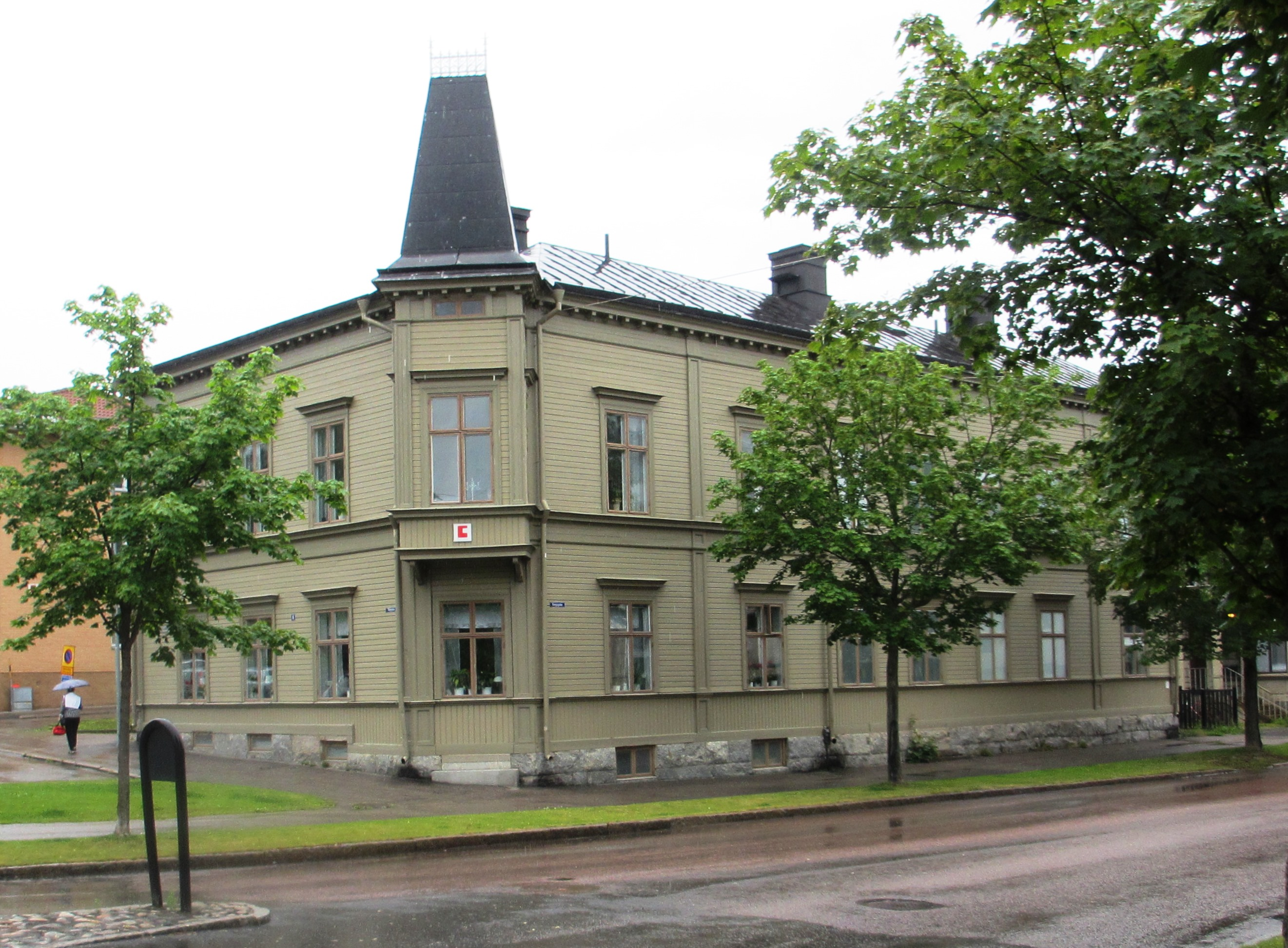
Westbergska gården.

Westbergska gården, Pilen 1, är en byggnad i kvarteret Pilen i hörnet av Kungsgatan och Tägtgatan i Söderhamn.
Pilen 1 uppfördes 1881 som bostad åt kopparslagare F.L. Wilkesson med familj. Byggnaden fick sin nuvarande utformning omkring 1906, då det tornförsedda burspråket tillkom. Byggnadens arkitekt uppges vara stadsingenjör Gustaf Hultquist, men detta torde endast avse ombyggnaden 1906.
I början av 1900-talet ägdes byggnaden av kopparslagare Jonas Fredrik Westberg, som 1905 erbjöd Söderhamns stads Sparbank lokaler i bottenvåningen med entré i hörnet. Sparbanken var inrymd i byggnaden från 1906 till 1914, då man kunde flytta in i det nyuppförda Sparbankshuset i hörnet av Kungsgatan och Skolhusgatan.